# Kong Hans Kælder
Kong Hans Kælder er en dansk gourmetrestaurant i Vingårdstræde i København. Restauranten blev åbnet i efteråret 1976 af Lene og Sven Grønlykke fra Løgismose sammen med Inge og Klaus Rifbjerg og er dermed Danmarks ældste gourmetrestaurant. Den modtog som den første restaurant i Danmark en Michelinstjerne i 1983.
Kong Hans Kælder er medlem af Relais & Châteaux, der er en international sammenslutning af luksushoteller og restauranter. Restauranten var indtil februar 2016 ejet af Løgismose, der solgte til Flemming Skouboe.

## Historie
Restauranten blev grundlagt af Lene og Sven Grønlykke i 1976. Den ligger i Vingårdstræde i Kong Hans' Vingårds kælder, som restauranten tog navn efter. Bygningen var Kong Hans' vingård. Han var konge fra 1481 til 1513 og huset er et af de ældste i København. Den første køkkenchef var den franske Michel Michaud.
Ved åbningen fik restauranten en del omtale fra forargede gæster og Ekstra Bladets madanmelder, der brokkede sig over priserne.
I 1981 fik grundlæggerne Rifbjerg og Grønlykke hentet Daniel Letz til Danmark fra Frankrig, for at overtage restauranten. To år senere, i 1983, modtog spisestedet som det første i Danmark en stjerne i den eftertragtede franske madguide Michelinguiden under køkkenchefen Daniel Letz. Letz blev udskiftet i 1996 af den sønderjyske Thomas Rode.
I 2001 modtog Kongs Hans Kælder Champagneprisen.
I 2014 mistede restauranten sin michelinstjerne efter 30 år som følge af, at køkkenet var gået fra det klassisk franske køkke over til såkaldt paleomad under køkkenchef Thomas Rode. Rode havde forladt restauranten kort inden.
Rode blev fulgt af Mark Lundgaard, og siden har restauranten forsøgt at finde tilbage til det franske køkken, og i 2016 genvandt restauranten sin stjerne i Michelinguiden. Få dage efter blev Kong Hans købt af Flemming Skouboe, manden bag LM Glasfiber. Restauranten har bevaret sin Michelin-stjerne i både 2017 og 2018.
I 2021 modtog restauranten for første gang 2 stjerner.

## Køkkenchefer
- Michel Michaud (1976 - 1980)
- Daniel Letz (1981 - 1996)
- Thomas Rode (1996 - 2014)
- Mark Lundgaard (2014 - )